# Marcha de Senderismo Arribes del Duero

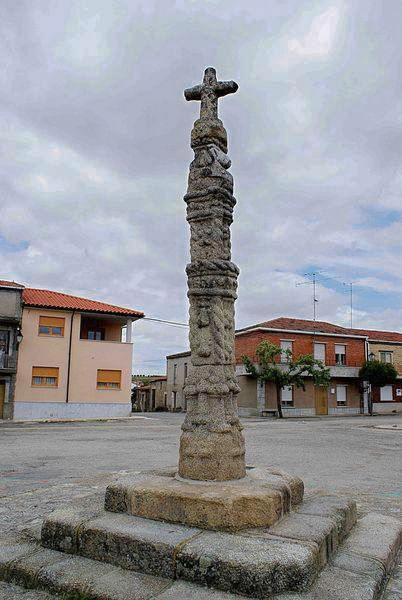
La cruz del Rollo en Vilvestre.

Cada año se celebra en Vilvestre, el 2º domingo de marzo, una marcha de senderismo por los caminos y las veredas de las Arribes del Duero, en la zona de Vilvestre. Se trata de una jornada festiva y ya se ha convertido en una tradición que cuenta habitualmente con un millar de personas aproximadamente que realizan esta Ruta.

## Programa habitual
Comienza el día con la llegada a la localidad de los participantes y la entrega de un regalo conmemorativo a cada uno de ellos.
Acto seguido da comienzo la ruta de senderismo en grupos de unas 50 personas acompañadas por un guía desde La Cruz del Rollo (en la imagen de la izquierda), excepto en la 2ª edición que se partió desde las Piscinas Municipales de Vilvestre.
A mitad de camino se hace entrega a los caminantes de una botella de agua y una naranja de la localidad para que se refresquen.
El camino finaliza junto al río, concretamente en La Barca (en la imagen de la derecha), donde se ofrece a los senderistas una comida a base de productos de cerdo a la brasa, vino, naranjas, café, rosquillas y aguardiente que les ayudará a reponer fuerzas.
Tan solo en las dos primeras ocasiones el recorrido no finalizó en La Barca, sino que terminó en el "Monte Gudín" ya que el recinto de La Barca por aquel entonces no había sido construido.
Tras el regreso al pueblo en microbuses, los participantes disfrutan de una actuación de folklore tradicional para finalizar la jornada.

## Ediciones
| Edición                                      | Punto de Inicio                   | Punto Final    | Fecha       | Año  |
| -------------------------------------------- | --------------------------------- | -------------- | ----------- | ---- |
| I Marcha de Senderismo Arribes del Duero     | El Rollo                          | Monte Gudín    | 10 de marzo | 1996 |
| II Marcha de Senderismo Arribes del Duero    | Piscinas Municipales de Vilvestre | Fuentechafarra | 9 de marzo  | 1997 |
| III Marcha de Senderismo Arribes del Duero   | El Rollo                          | La Barca       | 8 de marzo  | 1998 |
| IV Marcha de Senderismo Arribes del Duero    | El Rollo                          | La Barca       | 14 de marzo | 1999 |
| V Marcha de Senderismo Arribes del Duero     | El Rollo                          | La Barca       | 19 de marzo | 2000 |
| VI Marcha de Senderismo Arribes del Duero    | El Rollo                          | La Barca       | 11 de marzo | 2001 |
| VII Marcha de Senderismo Arribes del Duero   | El Rollo                          | La Barca       | 10 de marzo | 2002 |
| VIII Marcha de Senderismo Arribes del Duero  | El Rollo                          | La Barca       | 9 de marzo  | 2003 |
| IX Marcha de Senderismo Arribes del Duero    | El Rollo                          | La Barca       | 7 de marzo  | 2004 |
| X Marcha de Senderismo Arribes del Duero     | El Rollo                          | La Barca       | 13 de marzo | 2005 |
| XI Marcha de Senderismo Arribes del Duero    | El Rollo                          | La Barca       | 12 de marzo | 2006 |
| XII Marcha de Senderismo Arribes del Duero   | El Rollo                          | La Barca       | 11 de marzo | 2007 |
| XIII Marcha de Senderismo Arribes del Duero  | El Rollo                          | La Barca       | 16 de marzo | 2008 |
| XIV Marcha de Senderismo Arribes del Duero   | El Rollo                          | La Barca       | 8 de marzo  | 2009 |
| XV Marcha de Senderismo Arribes del Duero    | El Rollo                          | La Barca       | 14 de marzo | 2010 |
| XVI Marcha de Senderismo Arribes del Duero   | El Rollo                          | La Barca       | 13 de marzo | 2011 |
| XVII Marcha de Senderismo Arribes del Duero  | El Rollo                          | La Barca       | 11 de marzo | 2012 |
| XVIII Marcha de Senderismo Arribes del Duero | El Rollo                          | La Barca       | 10 de marzo | 2013 |
| XIX Marcha de Senderismo Arribes del Duero   | El Rollo                          | La Barca       | 9 de marzo  | 2014 |
| XX Marcha de Senderismo Arribes del Duero    | El Rollo                          | La Barca       | 8 de marzo  | 2015 |
| XXI Marcha de Senderismo Arribes del Duero   | El Rollo                          | La Barca       | 13 de marzo | 2016 |
| XXII Marcha de Senderismo Arribes del Duero  | El Rollo                          | La Barca       | 12 de marzo | 2017 |
| XXIII Marcha de Senderismo Arribes del Duero | El Rollo                          | La Barca       | 11 de marzo | 2018 |
| XXIV Marcha de Senderismo Arribes del Duero  | El Rollo                          | La Barca       | 10 de marzo | 2019 |
| XXV Marcha de Senderismo Arribes del Duero   |                                   |                | 8 de marzo  | 2020 |

1. ↑  La marcha del año 2000 se celebró el tercer domingo de marzo por coincidir el segundo con las Elecciones generales.
2. ↑  La marcha del año 2004 se celebró el primer domingo de marzo por coincidir el segundo con las Elecciones generales.
3. ↑  La marcha del año 2008 se celebró el tercer domingo de marzo por coincidir el segundo con las Elecciones generales.